# I concerti
I concerti è un cofanetto del cantautore italiano Fabrizio De André, pubblicato in edicola nel 2012.

## Descrizione
Il cofanetto si presenta come una ripulitura fonica di alcune registrazioni amatoriali dal vivo, effettuate durante le otto tournée tenute dal cantautore genovese nel corso della sua carriera. È stato così presentato alla stampa da Dori Ghezzi:
Una seconda edizione del progetto è stata fornita nel 2013 alle testate del Gruppo Mondadori, in collaborazione col Corriere della Sera, e contiene, oltre a un già presente volume illustrativo di circa 200 pagine, due DVD aggiuntivi intitolati Tour tra canzoni e immagini. Dal 1975... e Tour tra canzoni e immagini… al 1998.

## Tracce
1. La Bussola e Storia di un impiegato - Il concerto 1975/76 (disco 1)
2. La Bussola e Storia di un impiegato - Il concerto 1975/76 (disco 2)
3. Fabrizio De André + PFM - Il concerto 1978/79 (disco 1)
4. Fabrizio De André + PFM - Il concerto 1978/79 (disco 2)
5. L'indiano - Il concerto 1981/82 (disco 1)
6. L'indiano - Il concerto 1981/82 (disco 2)
7. Crêuza de mä - Il concerto 1984 (disco 1)
8. Crêuza de mä - Il concerto 1984 (disco 2)
9. Le nuvole - Il concerto 1991 (disco 1)
10. Le nuvole - Il concerto 1991 (disco 2)
11. In teatro - Il concerto 1992/93 (disco 1)
12. In teatro - Il concerto 1992/93 (disco 2)
13. Anime salve - Il concerto 1997 (disco 1)
14. Anime salve - Il concerto 1997 (disco 2)
15. Mi innamoravo di tutto - Il concerto 1997/98 (disco 1)
16. Mi innamoravo di tutto - Il concerto 1997/98 (disco 2)